# Edith Yorke
Edith Yorke, nata Edithe Byard (Derby, 23 dicembre 1867 – Southgate, 28 luglio 1934), è stata un'attrice inglese apparsa in oltre sessanta pellicole soprattutto all'epoca del muto.

## Filmografia
- The Doctor and the Bricklayer, regia di Edward José (1919)
- The Turning Point, regia di J.A. Barry (1920)
- The False Road, regia di Fred Niblo (1920)
- Negli abissi del mare (Below the Surface), regia di Irvin V. Willat (1920)
- Homespun Folks, regia di John Griffith Wray (1920)
- The Jailbird, regia di Lloyd Ingraham (1920)
- Love, regia di Wesley Ruggles (1920)
- Lying Lips, regia di John Griffith Wray (1921)
- Passing Through, regia di William A. Seiter (1921)
- Step on It!, regia di Jack Conway (1922)
- One Clear Call, regia di John M. Stahl (1922)
- A Daughter of Luxury, regia di Paul Powell (1922)
- The Fourth Musketeer, regia di William K. Howard (1923)
- Souls for Sale, regia di Rupert Hughes (1923)
- Burning Words, regia di Stuart Paton (1923)
- Thru the Flames, regia di Jack Nelson (1923)
- Slippy McGee, regia di Wesley Ruggles (1923)
- Sawdust, regia di Jack Conway (1923)
- Donne viennesi (Merry-Go-Round), regia di Rupert Julian e, non accreditato, Erich von Stroheim (1923)
- Mothers-in-Law, regia di Louis J. Gasnier (1923)
- The Age of Desire, regia di Frank Borzage (1923)
- The Miracle Makers, regia di W. S. Van Dyke (1923)
- My Man, regia di David Smith (1924)
- Felicità (Happiness), regia di King Vidor (1924)
- Riders Up, regia di Irving Cummings (1924)
- Miss America (The Beauty Prize), regia di Lloyd Ingraham (1924)
- The Other Kind of Love, regia di Duke Worne (1924)
- The Tenth Woman, regia di James Flood (1924)
- Pride of Sunshine Alley, regia di William James Craft (1924)
- The Slanderers, regia di Nat Ross (1924)
- Husbands and Lovers, regia di John M. Stahl (1924)
- Capital Punishment, regia di James P. Hogan (1925)
- Scusatemi tanto! (Excuse Me), regia di Alfred J. Goulding (1925)
- Silent Sanderson, regia di Scott R. Dunlap (1925)
- Il fantasma dell'opera (The Phantom of the Opera), regia di Rupert Julian (1925)
- The Thoroughbred, regia di Oscar Apfel (1925)
- Cavalli indomiti (Wild Horse Mesa), regia di George B. Seitz (1925)
- Souls for Sables, regia di James C. McKay (1925)
- In faccia alla morte (Below the Line), regia di Herman C. Raymaker (1925)
- Seven Keys to Baldpate, regia di Fred C. Newmeyer (1925)
- Transcontinental Limited, regia di Nat Ross (1926)
- Oh What a Nurse!, regia di Charles Reisner (1926)
- Red Dice, regia di William K. Howard (1926)
- Rustling for Cupid, regia di Irving Cummings (1926)
- Volcano, regia di William K. Howard (1926)
- Una vendetta nel West (Born to the West), regia di John Waters (1926)
- The Heart of a Coward, regia di Duke Worne (1926)
- The Belle of Broadway, regia di Harry O. Hoyt (1926)
- His New York Wife, regia di Albert H. Kelley (1926)
- The Timid Terror, regia di Del Andrews (1926)
- The Silent Flyer, regia di William James Craft (1926)
- The Western Whirlwind, regia di Albert S. Rogell (1927)
- The Bachelor's Baby, regia di Frank R. Strayer (1927)
- Sensation Seekers, regia di Lois Weber (1927)
- Satan and the Woman, regia di Burton L. King (1928)
- The Port of Missing Girls, regia di Irving Cummings (1928)
- Making the Varsity, regia di Cliff Wheeler (1928)
- Fugitives, regia di William Beaudine (1929)
- The Valiant, regia di William K. Howard (1929)
- The Love Racket, regia di William A. Seiter (1929)
- Le sette chiavi (Seven Keys to Baldpate), regia di Reginald Barker (1929)
- Il nostro pane quotidiano (Our Daily Bread o City Girl), regia di Friedrich Wilhelm Murnau (1930)
- Se avessi un milione
- Piroscafo di lusso (Luxury Liner), regia di Lothar Mendes  (1933)